# 31 octobre 1944
Le mardi 31 octobre 1944 est le 305e jour de l'année 1944.

## Naissances
- Brian Downey, acteur canadien
- Leonida Caraiosifoglu, athlète roumain
- Marc Wilmart, journaliste français
- Parnell Hall, écrivain de roman policier et acteur américain
- William Margolis (mort le 12 avril 2004), écrivain américain
- Yves Rocheleau, homme politique québécois

## Décès
- Eduard Engelmann jr (né le 14 juillet 1864), patineur artistique autrichien
- Henrietta Crosman (née le 2 septembre 1861), actrice américaine
- John Henry Thorpe (né le 3 août 1887), homme politique britannique
- Léon Leclère (né le 14 janvier 1866), homme politique belge
- Russell Foskett (né le 7 mai 1917), as de l'aviation australienne de la Seconde Guerre mondiale

## Événements
- Début de la bataille de la chaussée de Walcheren
- Le docteur Petiot, tueur en série français, est arrêté
- Création de la revue Ailes françaises ayant pour thème l'aviation.